# Dowland
Dowland – wieś i civil parish w Anglii, w Devon, w dystrykcie Torridge. W 2011 civil parish liczyła 266 mieszkańców. Dowland jest wspomniana w Domesday Book (1086) jako Duvelande/Duvelanda.